# Schizocosa maxima
Schizocosa maxima là một loài nhện trong họ Lycosidae.
Loài này thuộc chi Schizocosa. Schizocosa maxima được Charles Denton Dondale & Redner miêu tả năm 1978.